# Ray Chapman
Raymond Johnson Chapman (* 15. Januar 1891 in Beaver Dam, Kentucky; † 17. August 1920 in New York, New York) war ein US-amerikanischer Baseballspieler, der seine gesamte Karriere bei den Cleveland Indians in der Major League Baseball (MLB) spielte.
Er ist bekannt als der einzige Spieler der MLB, der jemals während eines Baseballspiels von einem Hit by Pitch getötet wurde, den er direkt auf den Kopf bekam. Sein Tod gilt noch heute als Argument für die Notwendigkeit, dass die Schlagmänner Helme während des „at bats“ tragen sollen und müssen, auch wenn die Helmpflicht in der MLB erst Jahre nach seinem Tod eingeführt wurde.

## Karriere
Chapman wurde in Beaver Dam, Kentucky geboren. Im Jahre 1912 machte er sein erstes Match in der MLB für die Cleveland Indians. Chapman führte im Jahre 1918 die American League in den Kategorien „erzielte Runs“ und „Walks“ an. Zudem liegt er an sechster Stelle aller Zeiten bei „Sacrifice hits“. Außerdem war Chapman ein exzellenter Shortstop. Sein Vereinsrekord von 52 gestohlenen Bases wurde erst 1980 übertroffen.

## Tod

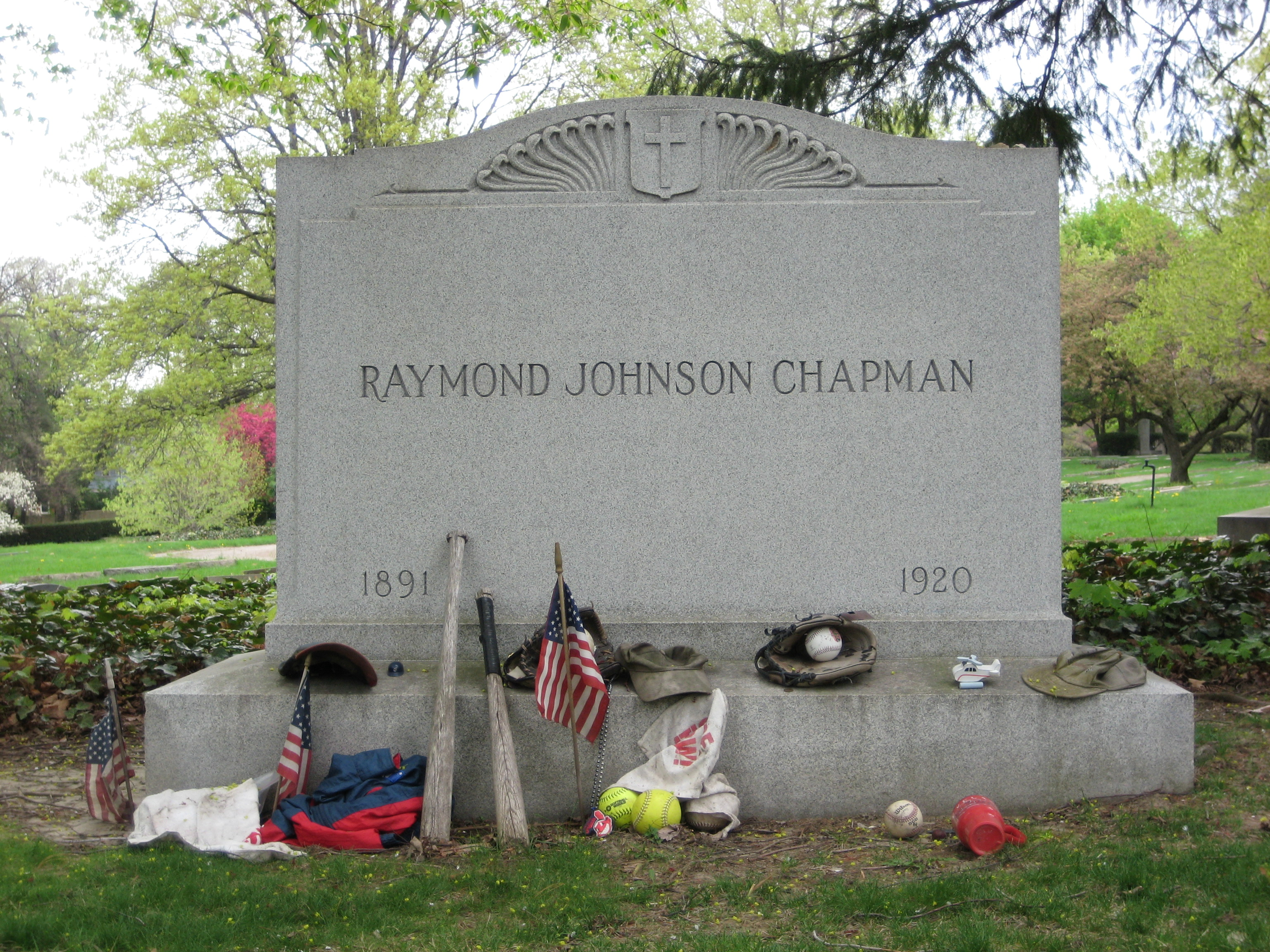
Grab von Ray Chapman in Cleveland, (Ohio)

Chapman wurde am 16. August 1920 vom Pitcher der New York Yankees Carl Mays am Kopf getroffen. Das Geräusch, das der Ball machte, als er Chapmans Schädel traf, war so laut, dass Mays dachte, der Schlagmann hätte den Ball mit seinem Schläger getroffen. Deshalb nahm er den Ball auf und warf ihn zur ersten Base, um Chapman auszumachen. Chapman erlag zwölf Stunden später in einem New Yorker Krankenhaus seinen Verletzungen. Die Cleveland Indians spielten in der Folge mit Trauerflor und schafften den ersten und sensationellen Gewinn der World Series 1920.
Ray Chapman wurde auf dem Lakeview Friedhof in Cleveland, Ohio begraben.

## Diverses
Das Buch The Pitch That Killed von Mike Sowell erzählt die Geschichte der Tragödie von Chapman und Mays.